# Kościół św. Aleksego we Wrocławiu
Kościół św. Aleksego – kościół, który znajdował się na Ostrowie Tumskim we Wrocławiu. Zburzony ok. 1632 roku.

## Historia
Wybudowany jako kaplica szpitala szkoły katedralnej. Pierwsza wzmianka o kaplicy pochodzi z 1441 roku. Była ufundowana przez Alexisa Feya, kanonika kolegiaty w Otmuchowie i kanonika katedralnego. Kościół zburzono ok. 1632 roku wraz z budynkami szkoły i szpitala w związku z budową obwałowań.